# 奥梅尔蒙
奥梅尔蒙（法語：Omelmont，法語發音：[ɔmɛlmɔ̃]）是法国默尔特-摩泽尔省的一个市镇，位于该省南部，属于南锡区。

## 地理
奥梅尔蒙（48°30'2"N, 6°6'42"E）面积4.69 平方千米，位于法国大東部大區默尔特-摩泽尔省，该省份为法国东北部内陆省份，是洛林的一部分，北邻比利时、卢森堡，北起顺时针与摩泽尔省、下莱茵省、孚日省和默兹省接壤。
与奥梅尔蒙接壤的市镇（或旧市镇、城区）包括：布雷农河畔克莱雷、热贝库尔和阿普勒蒙、乌德勒维尔、唐通维尔、韦兹利斯。

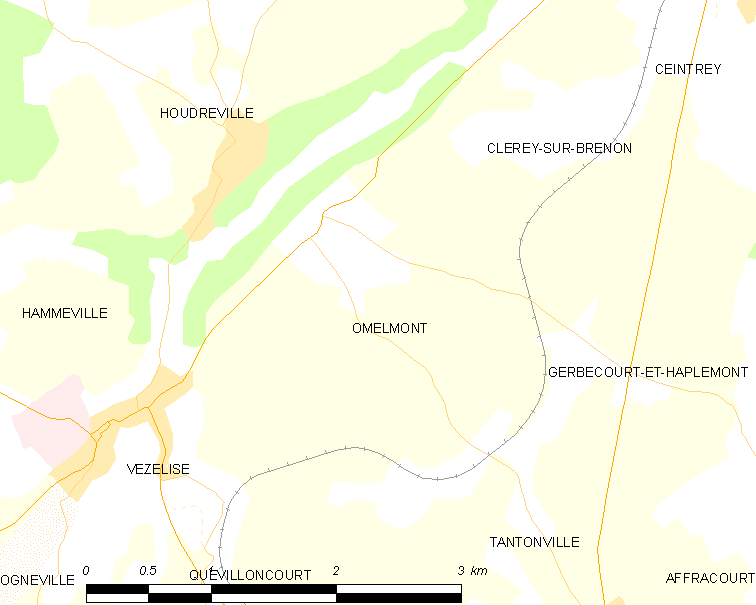
奥梅尔蒙的OSM定位图

奥梅尔蒙的时区为UTC+01:00、UTC+02:00（夏令时）。

## 行政
奥梅尔蒙的邮政编码为54330，INSEE市镇编码为54409。

## 政治
奥梅尔蒙所属的省级选区为梅讷欧桑图瓦县。

## 人口

1962-2008年间奥梅尔蒙人口变化图示

奥梅尔蒙于2022年1月1日时的人口数量为193人。